# Веселы, Йиндржих
Йи́ндржих Ве́селы (чеш. Jindřich Veselý, 1885—1939) — чехословацкий театральный критик, историк театра марионеток и общественный деятель.
В 1909 году Й.Веселы получил степень доктора философии, его диссертация была посвящена фаустологическим элементам в традиционном искусстве чешских кукольников. В 1911 году он открыл ретроспективную выставку кукол в Этнографическом музее в Праге, которую посетило более 26 тысяч зрителей, и в том же году основал в Праге Чешский Союз друзей кукольного театра. Эта организация привлекала видных писателей, художников, ученых и журналистов, объединившихся вокруг кукольного театра и его дел, в 1912—1913 годах Союз друзей приглашал на пражские гастроли внучку известного чешского просветителя и кукольника Матея Копецкого Арноштку Копецкую-Кригерову.
В 1912 году Й.Веселы учредил и стал редактором журнала «Чешский кукольник» (чеш. Česky loutkăr) — первого в мире журнала, посвященный исключительно кукольному театру, издание которого было прервано в связи с первой мировой войной. В 1917 году организовал новый журнал — «Кукольник» (чеш. Loutkăr) и редактировал его до своей кончины в 1939 году.
В 1929 году Й.Веселы был избран первым президентом Международного союза кукольных театров (UNIMA) и занимал эту должность до 1933 года.
Й.Веселы — один из крупнейших исследователей истории европейского и мирового кукольных театров, является автором более 700 публикаций и редактором 4-томного научно-критического издания пьес для театра марионеток, приписываемых М. Копецкому.